# Publio Licinio Crasso (console 97 a.C.)
Publio Licinio Crasso Dive (latino : Publius Licinius Crassus Dives) (... – 87 a.C.) è stato un politico e militare romano, console nel 97 a.C.

## Famiglia
Publio Licinio Crasso era membro dell'importante ramo dei Crassi, appartenente alla plebea gens Licinia; la madre fu una certa Tertula e il padre Marco Licinio Crasso Agelasto, figlio a sua volta di Publio Licinio Crasso Dive Muciano, che ricoprì le cariche di console e di pontefice massimo. Il fratello, Marco Licinio Crasso, fu pretore nel 107 a.C.
Ebbe come moglie Venuleia, che gli diede Publio Licinio Crasso (morto nella guerra sociale), Lucio Licinio Crasso (assassinato nell'87 a.C.) ed il futuro triumviro Marco Licinio Crasso. Visse accanto alla famiglia vedendo il matrimonio di Publio e Licinio e la nascita del nipote.

## Biografia
Crasso iniziò come finanziatore a Narbona, nell'omonima provincia romana, e prima del consolato (probabilmente quando era ancora edile) propose la lex Licinia che regolava il lusso, presto approvata ma annullata nel 98 a.C. Da edile propose anche una legge che limitasse il fasto dei giochi circensi. Nel 97 a.C. fu eletto console assieme a Gneo Cornelio Lentulo, e durante il consolato furono emanate leggi che proibivano le arti magiche ed il sacrificio umano. Tra il 97 a.C. ed il 93 a.C. fu governatore della Spagna Ulteriore, dove sconfisse i Lusitani in una battaglia, vittoria che gli fece meritare il trionfo.
Fu nominato legato da Lucio Giulio Cesare nel 90 a.C., durante la guerra sociale, e divenne censore assieme all'amico Cesare, facendo bandire vini ed unguenti non provenienti dall'Italia. Divise poi gli italici, che avevano ottenuto la cittadinanza romana dopo la guerra sociale, in nuove tribù.
Nonostante fosse molto ricco, Crasso non visse in una grande casa. Assistette neutrale allo scontro tra gli optimates di Silla ed i populares di Mario, ma, quando quest'ultimo prese Roma nell'87 a.C., morì, forse suicida.